# European Association of Archaeologists
La European Association of Archaeologists ou EAA (association européenne des archéologues) est une association à but non lucratif qui rassemble archéologues et acteurs du patrimoine culturel européen et au-delà. En plus d'une rencontre annuelle, la EAA réalise des actions de soutien et de promotion de la recherche. Son siège social se trouve à Prague (République tchèque).

## Mission
La EAA dispose de statuts, d'un code de bonnes pratiques et d'un code spécifique pour la formation sur le terrain. La EAA promeut la coopération internationale via l'affiliation.
En 1999, de par sa représentativité de la communauté scientifique archéologique européenne, la EAA obtenait le statut consultatif auprès du Conseil de l'Europe. Ce statut fut élevé à celui de participatif en 2003,,.

## Gouvernance
La EAA a été fondée en 1994 lors d'une réunion inaugurale à Ljubljana (Slovénie) durant laquelle ses statuts ont été formellement approuvés. Elle est ouverte autant aux archéologues qu'aux personnes et organismes apparentés ou intéressés par l'archéologie. En plus de ses adhérents, la EAA compte plus de 15 000 membres de 75 pays dans sa base de données.
La EAA est régie par un conseil d'administration élu par les membres à part entière de l'association. Le conseil d'administration est composé de trois ou quatre dirigeants (président, vice-président, trésorier et secrétaire) et de six membres ordinaires. En 2021, le périodique danois Fyens Stiftstidende qualifie d'historique l'élection au Conseil d'administration de Jesper Hansen, responsable du musée d'Odense (en). C'est le premier danois à être représenté à ce niveau au sein de la EAA.
La présidente est Eszter Bánffy (en) et les anciens présidents comprennent :
- Kristian Kristiansen (en) (1994-1998)
- Willem Willems (de) (1998-2003)
- Anthony Harding (en) (2003-2009)
- Friedrich Lüth (de) (2009-2014)
- Marc Lodewijckx - président par intérim (2014-2015)
- Felipe Criado-Boado (2015-2021)
- Eszter Bánffy (en) (2021-)

### Comités et groupe de travail
En plus de son bureau et de son conseil d'administration, la EAA rassemble des comités et des groupes de travail dédiés à des actions précises. Certains portent sur l'organisation des différents prix pendant que d'autres portent sur des sujets plus large comme le Public Benefits Adivsory Committee dont la mission est de recueillir des propositions sur la manière de présenter l'impact de l'archéologie auprès du plus grand nombre.

### Communautés
Ajouté à ce qui précède, la EAA disposent également de communautés travaillant sur des sujets allant de la recherche scientifique en archéologie qu'au management et à la veille sur cette recherche.
En 2016, elles étaient au nombre de 13 et sont passées à 24 en 2023.

## Prix
La EAA décerne des prix et distinctions en rapport avec ses objectifs. Il s'agit notamment du Prix européen du patrimoine archéologique, du Prix étudiant de la EAA, du Prix du livre de la EAA et du statut de membre honoraire de la EAA.

### Prix européen du patrimoine archéologique
La EAA a institué le Prix européen du patrimoine archéologique en 1999. Un comité indépendant décerne annuellement ce prix à une personne, une institution, un gouvernement (local ou régional), un responsable ou un organisme (européen ou international).
- 1999 : M. M. Carrilho, Ministre de la Culture du Portugal
- 2000 : Margareta Biörnstad, ancienne antiquaire d'État, Suède
- 2001 : Otto Braasch, membre du Groupe archéologique aérien (AARG), Allemagne
- 2002 : Henry Cleere, ICOMOS de Paris
- 2003 : Viktor Trifonov, Institut de culture matérielle, académie russe des sciences à Saint-Pétersbourg
- 2004 : Centre de recherche sur les antiquités illicites du McDonald Institute for Archaeological Research (en) de l'université de Cambridge
- 2005 : Kristian Kristiansen (en), Suède
- 2006 : John Coles, Royaume-Uni
- 2007 : Siegmar von Schnurbein, Allemagne
- 2008 : Jean-Paul Demoule, France
- 2009 : Ulrich Ruoff, Suisse
- 2010 : David John Breeze, Écosse
- 2011 : Girolamo Ferdinando, Royaume-Uni et avvocato francesco pinto, Italie
- 2012 : Willem JH Willems, doyen de la faculté d'archéologie, université de Leyde, Pays-Bas
- 2013 : M. Daniel Thérond, ancien chef du service de la Culture, du patrimoine et de la diversité, Conseil de l'Europe, et Vincent Gaffney
- 2014 : Marie Louise Stig Sørensen (en) et Erzsébet Jerem
- 2015 : María Ángeles Querol Fernández (en) et Martin Oswald Hugh Carver
- 2016 : Unité d'archéologie de la ville de Saint-Denis et Caroline Sturdy Colls
- 2017 : Unité de crise et de coordination régionale du Ministère des biens et des activités culturelles et touristiques
- 2018 : Ivan Pavlù et Francisco Javier Sánchez-Palencia Ramos
- 2019 : Osman Kavala et fundación Catedral Santa María, Vitoria-Gasteiz, Pays basque, Espagne
- 2020 : Programme et réseau Gilly Carr et REMAINS of Groenland ; mention honorifique au projet SARAT (Sauvegarde des biens archéologiques de Turquie) et SPLASHCOS (Archéologie préhistorique submergée et paysages du plateau continental)
- 2021 : Laurajane Smith, Comité citoyen d'Ierapetra et SITAR – Sistema Informativo Territoriale Archeologico di Roma / Système d'information archéologique géographique de Rome ; mention honorifique au Conseil du West Dunbartonshire
- 2022 : Sophia Labadi et AVASA/IIMAS - Engager les jeunes dans le patrimoine culturel : programme Urkesh One-on-One
- 2023 : Fedir Androshchuk et Sociedad de Ciencias Aranzadi, mention honorifique à Arturo Ruiz Rodríguez et à l'équipe internationale d'organisation de l'exposition Premiers Rois d'Europe

### Prix étudiant
Un prix étudiant a été institué en 2002. Chaque année, il est décerné au meilleur article présenté lors de l'Annual Meeting de la EAA par un étudiant ou un archéologue travaillant sur une thèse.
- 2002 - Laura M. Popova
- 2003 - Anita Synnestvedt
- 2004 - Jonathan D. Le Huray
- 2005 - Marta Caroscio
- 2006 - Non récompensé
- 2007 - Goce Naumov
- 2008 - Non récompensé
- 2009 - Pamela Croix
- 2010 - Camilla Normand
- 2011 - Heide Wrobel Norgaard
- 2012 - Maria Leena Lahtinen
- 2013 - Olivier Dietrich
- 2014 - Can Aksoy et Ziyacan Bayar
- 2015 - Patrycja Kupiec, et mention spéciale à Christine Cave et Alex Davies
- 2016 - Sian Mui et Shumon Hussain
- 2017 - Emma Brownlee et Yftinus van Popta
- 2018 - Hanna Kivikéro
- 2019 - Annabell Zander
- 2020 - Samantha Leggett et mention honorifique à Tomas Janek
- 2021 - Karen O'Toole
- 2022 - Paloma Cuello del Pozo
- 2023 - Mathilde Vestergaard Meyer

### Prix du livre de la EAA
Depuis 2023, la EAA décerne annuellement le Prix du livre EAA.
Publications lauréates du Prix du livre de la EAA :
- 2023
  - The Roultedge Handbook of Archaeothanatology: Bioarchaeology of Mortuary Behaviour, édité par Christopher Knüsel et Eline Schotsmans, Routledge, 2022
  - April Nowell : Growing Up in the ICe Age: Fossil and Archaeological Evidence of the Lived Lives of Plio-Pleistocene children, Oxbow Books, 2021

## Assemblées annuelles

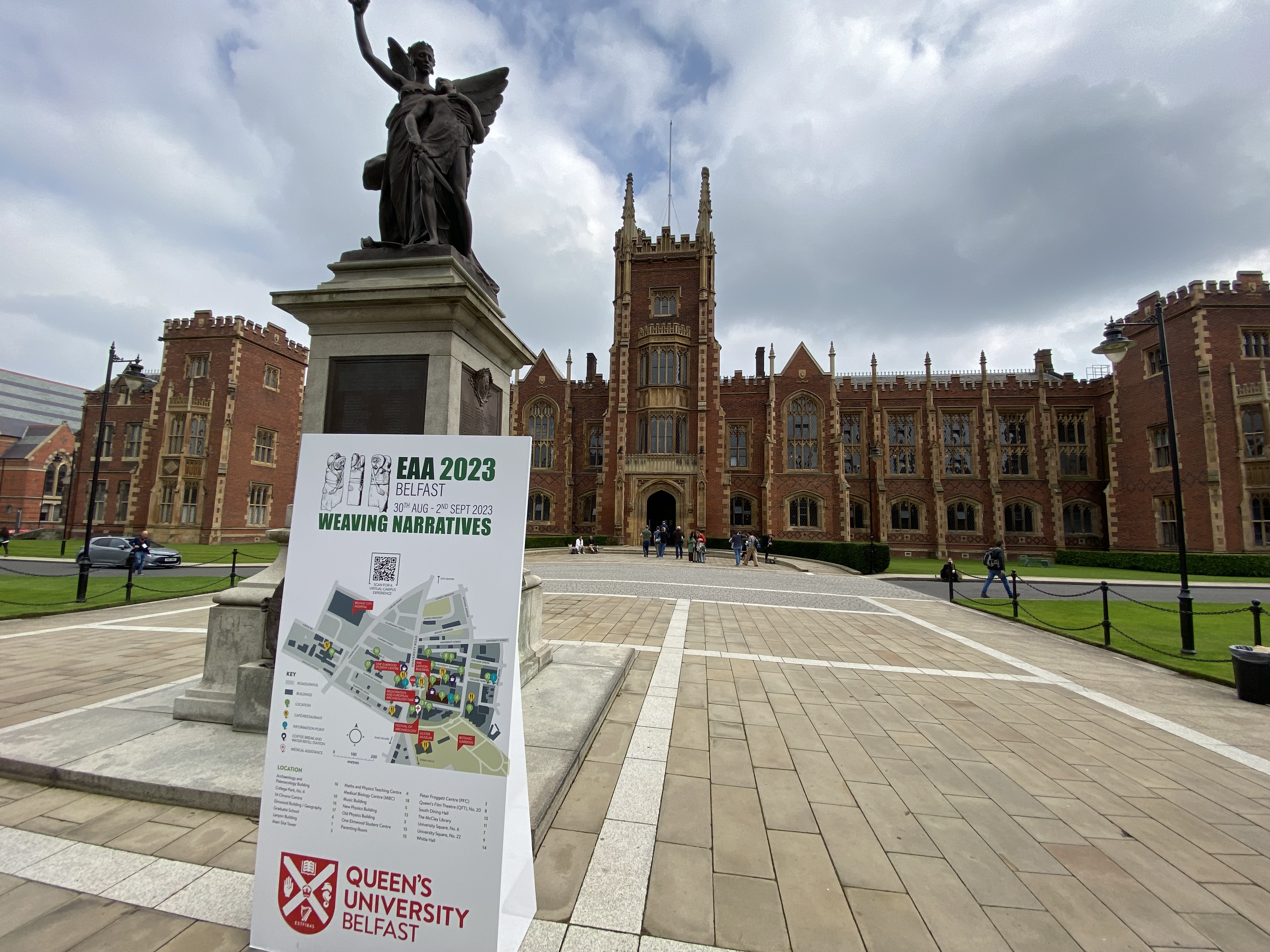
Plan de lAnnual Meeting 2023 à Belfast.

La réunion inaugurale de la EAA a eu lieu à Ljubljana (Slovénie) en septembre 1994. La première rencontre annuelle (Annual Meeting) officielle a eu lieu en septembre 1995 à Saint-Jacques-de-Compostelle (Espagne). Le tableau ci-dessous indique les lieux et dates de ces rencontres.
|      | Ljubljana, Slovénie          | 22-25 septembre 1994     |
| 1er  | Saint Jacques de Compostelle | 20-25 septembre 1995     |
| 2e   | Riga, Lettonie               | 25-29 septembre 1996     |
| 3e   | Ravenne, Italie              | 24-28 septembre 1997     |
| 4e   | Göteborg, Suède              | 23-27 septembre 1998     |
| 5e   | Bournemouth, Royaume-Uni     | 14-19 septembre 1999     |
| 6e   | Lisbonne, Portugal           | 12-17 septembre 2000     |
| 7e   | Esslingen, Allemagne         | 19-23 septembre 2001     |
| 8e   | Thessalonique, Grèce         | 24-28 septembre 2002     |
| 9e   | Saint-Pétersbourg, Russie    | 10-14 septembre 2003     |
| 10e  | Lyon, France                 | 5-12 septembre 2004      |
| 11e  | Cork, Irlande                | 5-11 septembre 2005      |
| 12e  | Cracovie, Pologne            | 19-24 septembre 2005     |
| 13e  | Zadar, Croatie               | 18-23 septembre 2007     |
| 14e  | La Valette, Malte            | 16-21 septembre 2008     |
| 15e  | Riva del Garda, Italie       | 15-20 septembre 2009     |
| 16e  | La Haye, Pays-Bas            | 1-5 septembre 2010       |
| 17e  | Oslo, Norvège                | 14-18 septembre 2011     |
| 18e  | Helsinki, Finlande           | 30 août-1 septembre 2012 |
| 19e  | Plzen, République tchèque    | 4-8 septembre 2013       |
| 20e  | Istanbul, Turquie            | 10-14 septembre 2014     |
| 21e  | Glasgow, Écosse              | 2-5 septembre 2015       |
| 22e  | Vilnius, Lituanie            | 31 août-4 septembre 2016 |
| 23e  | Maastricht, Pays-Bas         | 30 août-3 septembre 2017 |
| 24e  | Barcelone, Espagne           | 5-8 septembre 2018       |
| 25e  | Berne, Suisse                | 4-8 septembre 2019       |
| 26e  | Virtuel, en ligne            | 26-30 août 2020          |
| 27e  | Kiel, Allemagne              | 8-11 septembre 2021      |
| 28e  | Budapest, Hongrie            | 31 août-3 septembre 2022 |
| 29e  | Belfast, Irlande du Nord     | 30 août-2 septembre 2023 |
| 30e* | Rome, Italie                 | 26-31 août 2024          |
| 31e* | Belgrade, Serbie             | Août-septembre 2025      |
| 32e* | Athènes, Grèce               | Août-septembre 2026      |

* Celles marquées d'un astérisque sont à venir

## Publications
La EAA publie la revue trimestrielle à comité de lecture European Journal of Archaeology (en) (EJA) éditée par Catherine J. Frieman de l'université nationale australienne. À l'origine, la revue s'intitulait le Journal of European Archaeology (1993-1997).
L'association publie également les collections :
1. Themes In Contemporary Archaeology[21]
2. Elements: The Archaeology of Europe[22]

Elle édite aussi le bulletin d'information électronique The European Archaeologist (TEA) dont les éditeurs sont Samantha S. Reiter et Matthew J. Walsh depuis 2021.